# Macodes sanderiana
Macodes sanderiana är en orkidéart som först beskrevs av Friedrich Fritz Wilhelm Ludwig Kraenzlin, och fick sitt nu gällande namn av Robert Allen Rolfe. Macodes sanderiana ingår i släktet Macodes och familjen orkidéer. Inga underarter finns listade i Catalogue of Life.